# Кудрявцев, Фёдор Александрович
Фёдор Александрович Кудрявцев  — советский историк-архивист, доктор исторических наук, профессор Иркутского государственного университета им. А. А. Жданова.

## Биография
Фёдор Александрович Кудрявцев родился 22 октября 1899 года в с. Олонки Балаганского уезда Иркутской губернии, обучался в Иркутской гимназии (1909—1918).
Был призван в армию Колчака, в 1919 г. перешёл на сторону Красной армии. После увольнения по болезни (август 1920) вернулся в г. Иркутск. Обучался сначала на историческом отделении гуманитарного факультета, затем перешёл на исторический цикл педагогического факультета ИГУ.
По окончании университета работал учителем в г. Верхнеудинске (ныне г. Улан-Удэ) (1924—1929). Будучи учёным секретарём Бурят-Монгольского научного общества им. Доржи Банзарова, активно занимался научно-краеведческой деятельностью. По предложению Архивного управления БМ АССР перешёл работать в это учреждение сначала инспектором, а затем научным сотрудником (1929—1931). Одновременно Фёдор Александрович являлся членом редакционной комиссии по изучению материалов партизанского движения в Бурятии.
С 1931 года Ф. А. Кудрявцев — сотрудник Восточно-Сибирского краевого архивного бюро. Он возглавлял Исторический архив Иркутской области (1938—1943). С 1941 года читал лекции по истории средних веков на историко-филологическом факультете ИГУ им А. А. Жданова. Защитил кандидатскую диссертацию по теме «История бурят-монгольского народа» (1942) и был утверждён в учёном звании доцента кафедры истории СССР.
Впоследствии, за многолетнюю педагогическую деятельность, успешное руководство кафедрой ему досрочно, ещё до защиты докторской диссертации, было присвоено учёное звание профессора (1961). После защиты докторской диссертации по теме «Вопросы экономического развития социальных отношений в Сибири в 18-19 веках» Ф. А. Кудрявцеву была присвоена учёная степень доктора исторических наук (1971) и он был утверждён в звании профессора-консультанта кафедры истории СССР (1972). За свою педагогическую деятельность Фёдор Александрович подготовил более 15 кандидатов наук, внёс значительный вклад в развитие исторической науки в Сибири.
Большая часть его исследований посвящена сибирской тематике. Он являлся одним из главных редакторов 5- томной «Истории Сибири»(1964—1969), изучал историю бурятского народа (монография «История Бурят-монгольского народа», 1940), развитие классовой борьбы и революционного движения в Сибири конца 19-го-начала 20-го веков и др. Ряд работ раскрывают тему «Сибирь в ВОВ». Порядка 43 публикаций, написанных самостоятельно и в соавторстве, посвящены истории г. Иркутска.
Он являлся одним из инициаторов создания Иркутской областного отделения общества «Знание», возглавлял Иркутское областное отделение общества советско-монгольской дружбы (1959—1969), был членом правления Иркутского отделения ВООПИК.
Фёдор Александрович Кудрявцев был награждён орденом Трудового Красного Знамени (1957), медалью «За доблестный труд в ознаменования 100-летия со дня рождения В. И. Ленина» (1970), правительством Монголии медалью «Найрамдал» (Дружба), ему были присвоены звания: «Заслуженный деятель науки и техники Бурятии», «Почётный гражданин с. Олонки», — он занесён в Книгу Почёта ИГУ.
Умер Фёдор Александрович Кудрявцев 29 апреля 1976 года, а 5 ноября 1977 года на историческом факультете ИГУ им. А. А. Жданова был открыт мемориальный кабинет Фёдора Александровича Кудрявцева.